# Nakagawa (Nagano)
Nakagawa (中川村?) è un villaggio giapponese della prefettura di Nagano.